# R-30
R-30 Bulava (rusko Р-30 Булава – bojni kij) je tristopenjska podmorniška balistična raketa na trdo in tekoče gorivo v uporabi v Ruski vojni mornarici. Je najnovejša podmorniška balistična raketa Ruske vojne mornarice in je nameščena na strateških jedrskih podmornicah razreda Borej.

## Razvoj in zasnova
Oblikovanje rakete R-30 Bulava se je začelo v Moskovskem inštitutu toplotne tehnike iz Moskve leta 1997 pod vodstvom glavnega inženirja Jurija Solomonova (od septembra 2010 Aleksandr Suhadolski). Leta 1998 je novi vrhovni poveljnik Ruske vojne mornarice Vladimir Kurojedov po treh neuspešnih preizkusih rakete R-39UTTH Bark potrdil razvoj nove rakete R-30. Zaradi neuspeha rakete R-39UTTH Bark je Varnostni svet Ruske federacije razvoja rakete ni dodelil Državnemu raketnemu centru akademika V. P. Makejeva, ki je oblikoval vse podmorniške balistične rakete Sovjetske vojne mornarice razen R-31, temveč Moskovskemu inštitutu toplotne tehnike. Pomemben cilj pri oblikovanju je bilo tehnološko poenotenje kopenskih in mornariških raket (Moskovski inštitut toplotne tehnike je razvil tudi kopensko medcelinsko balistično raketo Topol-M). Prvi dve stopnji sta na trdo gorivo, tretja pa na tekoče zaradi višje sposobnosti manevriranja v fazi ločitve bojne glave. Rakete se izstreljujejo iz izstrelitvenega sistema D-30, ki vsebuje 16 raket.
Večja stabilnost rakete zaradi uporabe trdega goriva omogoča, da so rakete R-30 Bulava izstreljene na suhi način (brez da se izstrelitvena cev predhodno napolne z morsko vodo) z uporabo prašnega akumulatorja pritiska.

## Služba
Rakete so bile namenjene za oborožitev najnovejšemu razredu strateških jedrskih podmornic Borej, ki je bil v času razvoja rakete R-30 Bulava še v gradnji. Za preizkušanje nove rakete je bila v letih 1991–2002 nadgrajena podmornica Dmitrij Donskoj razreda Akula. Prva izstrelitev je bila izvedena 27. septembra 2005 in po uspešnem preizkusu 29. junija 2007 je bila sprejeta odločitev o začetku serijske proizvodnje, ki je stekla naslednjega leta na Votkinskem zavodu v Votkinsku. Junija 2012 je vrhovni poveljnik Ruske vojne mornarice Viktor Čirkov sporočil, da je bila raketa R-30 Bulava de facto sprejeta v uporabo. Do začetka leta 2014 je bilo proizvedenih 46 raket, od katerih jih je bilo 19 izstreljenih v preizkusih.
29. junija 2018 je Ruska vojna mornarica raketo R-30 Bulava uradno sprejela v uporabo.
Posebnost vadbenih izstrelitev raket R-30 Bulava je, da so jih sprva izvajale samo podmornice Severne flote na preizkusni poligon Kura na Kamčatki; prva izstrelitev s Tihooceanske flote na preizkusni poligon Čiža na polotoku Kanin je bila izvedena 12. decembra 2020, ko je bila izstreljena salva štirih raket s podmornice Vladimir Monomah iz potopljenega položaja iz bastijona v Ohotskem morju.

## Zanimivosti
Leta 2011 sta bila znanstvenika J. Afanasjev in S. Bobišev obsojena na 12 let zapora zaradi prodaje tajnih podatkov o raketi R-30 Bulava Ljudski republiki Kitajski, leto pred tem pa so zaradi prodaje podatkov o Bulavi na osem let zapora obsodili inženirja A. Gnitejeva.